# Colette Marchand
Colette Marchand (n. em 29 de abril de 1925 - 2015) foi uma atriz e dançarina francesa. Nascida na França, Marchand atuou como prima ballerina na Broadway: em Les Ballets de Paris, de Roland Petit (1949-1950) e Two on the Aisle (1951). 
Marchand estreou no cinema interpretando a personagem "Marie Charlet" no filme britânico Moulin Rouge (1952), pelo qual foi indicada para o Oscar de melhor atriz coadjuvante.
Em 1953, recebeu o Globo de Ouro de revelação feminina mais promissora por seu papel no filme. Apesar disso, suas aparições no cinema desde então foram escassas: Ungarische Rhapsodie, Par Ordre du Tsar e o musical de curta-metragem Romantic Youth (que também coreografou), todos de 1954.

## Ligação externa
- Colette Marchand. no IMDb.